# Plac Zbawiciela (Warschau)

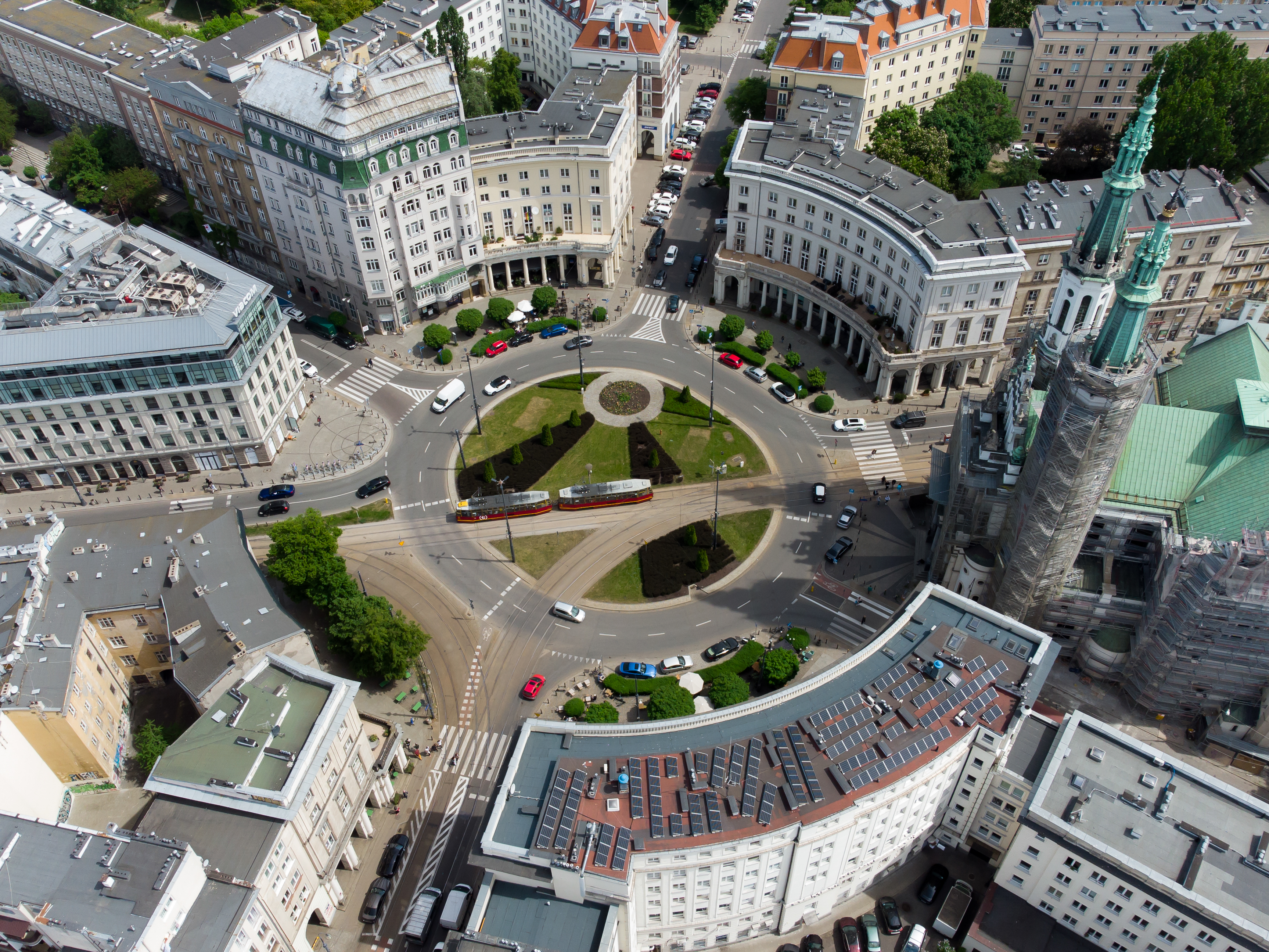
Plac Zbawiciela

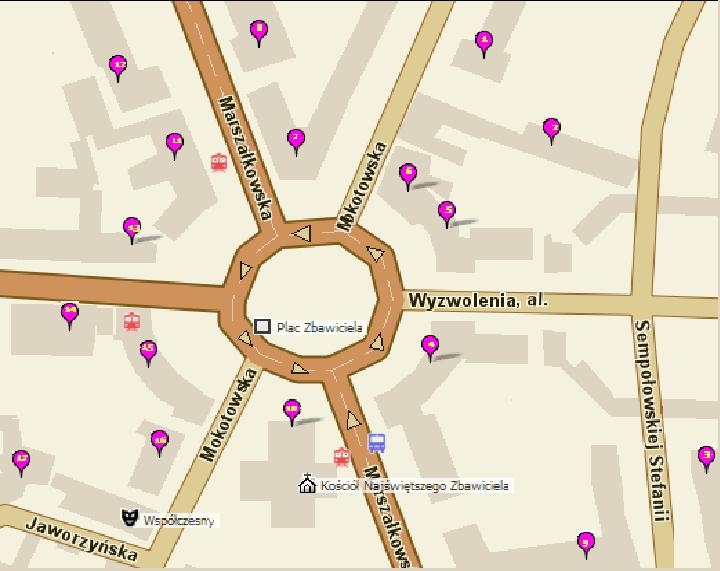
Planzeichnung des Plac Zbawiciela, Vorkriegszeit

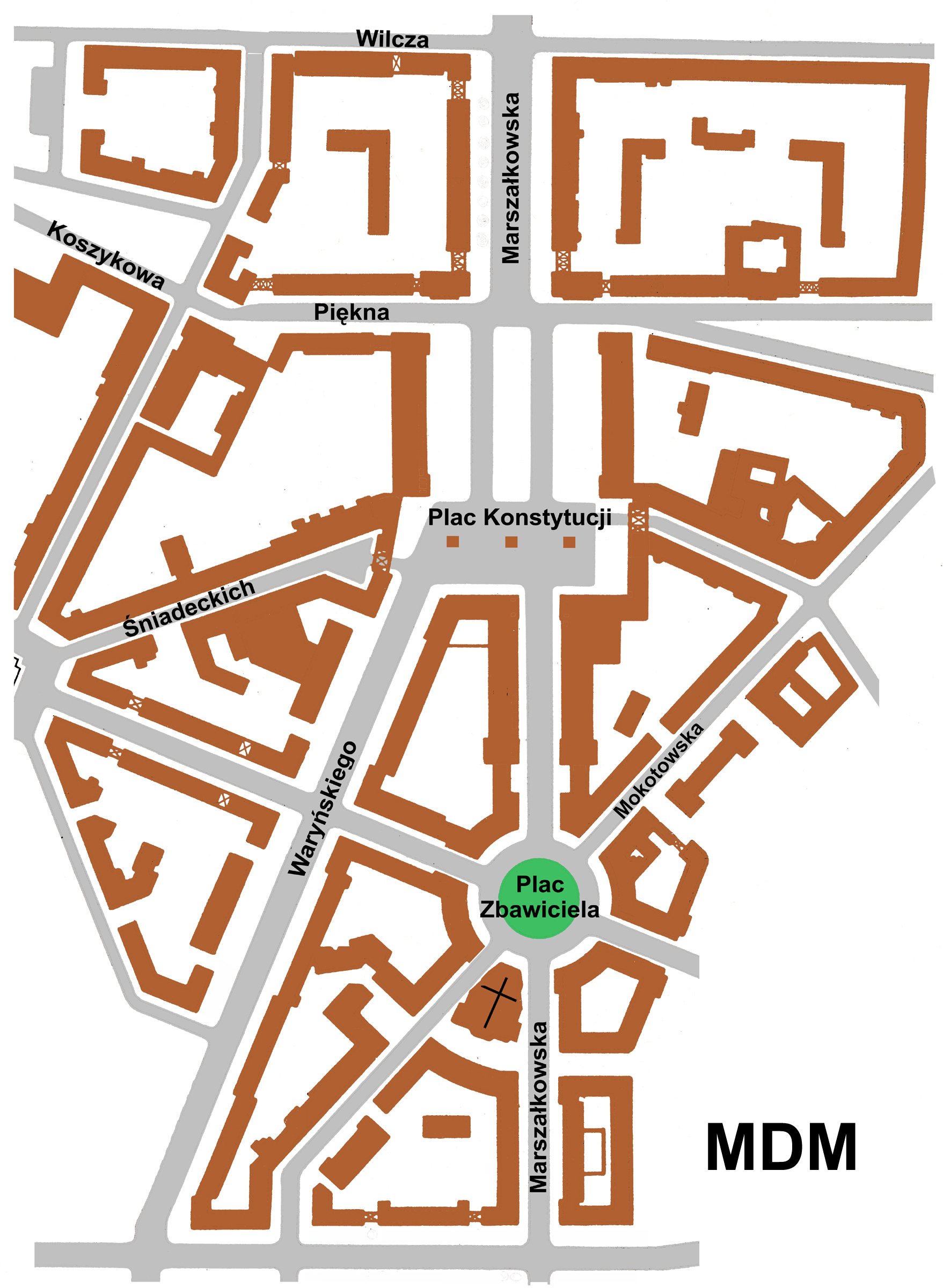
Aufriss des Plac Zbawiciela, Nachkriegszeit

Der  Plac Zbawiciela   (deutsch:  Erlöser-Platz) ist ein Platz im Stadtteil Śródmieście in Warschau, der nach der Warschauer Erlöserkirche  benannt wurde.
Der südliche Teil des Platzes wurde mit Kolonnaden und Arkaden  als  Bauabschnitt des  MDM-Wohnviertels in den 1950er Jahren nach dem Entwurf der Architekten Stanisław Jankowski, Jan Knothe, Józef Sigalin und Zygmunt Stępiński erbaut. Jan Knothe forderte erfolglos dabei den Abbruch der Erlöserkirchtürme . Im nördlichen Teil des Platzes blieben auch die drei am besten erhaltenen Häuser der Vorkriegszeit erhalten. In den kreisrunden Platz münden folgende Straßen:
- Ulica Marszałkowska
- Ulica Mokotowska
- Nowowiejska–Aleja Wyzwolenia